# Belisario Gache
Belisario Gache (¿1825? - 1919) fue Secretario del primer gobernador del Territorio Nacional del Chaco. Ejerció como Gobernador desde el 31 de enero de 1875 hasta el 20 de febrero de 1875, cuando es designado Napoleón Uriburu.

## Biografía
Hijo de Pancracio Gache y Felipuda Benítez, es poco lo que se sabe del exgobernador interino del Chaco. Se dice que nació en 1825 en Buenos Aires y falleció en Chaco en 1919. Cuando contaba con unos 31 años de edad se enroló en el ejército. Participó en varias campañas contra los indígenas del Chaco, y combatió en la segunda campaña contra los federales de La Rioja, dirigidos por el general ”Chacho” Peñaloza en 1863. 
En 1875 fue nombrado Gobernador Interino del Territorio Nacional del Chaco durante el 31 de enero de 1875 hasta el 20 de febrero del mismo año.

## Sus últimos años
Tras sus funciones en la Gobernación, residió en Chaco, hasta que en diciembre de 1919 a los 94 años de edad enfermó y falleció 15 días después.
- Datos: Q5725108